# Humor

Vicces arcok vicces fázisképei (J. Stuart Blackton) amerikai animáció, némafilm, rövidfilm, vígjáték (részlet)

A humor és a nevetés az emberi élet fontos része. A humor szó latinul eredetileg nedvet jelent, melynek az emberi testben való arányos jelenlététől függött, a régi orvosok tanítása szerint az ember testi és szellemi jóléte. Így a humor szó a jó hangulat értelmét nyerte, a 18. században pedig a derültség és szeszély kifejezésére használták. A 19. századi német fölfogás szerint a humor a fenségesnek és alacsonynak, a szomorúnak és furcsának összefoglaló eszméje. Sigmund Freud osztrák pszichiáter szerint a fölény vagy az illetlenség a humor alapforrása, ő különítette el egymástól a viccet a humortól, mivel a vicc más ember felé irányul, a humor pedig saját magunk felé. „A vicchez és a komikumhoz képest a humorban nemcsak valami felszabadító, hanem nagyszerű és felemelő dolog is van, amely vonásokat nem találjuk meg az intellektuális tevékenységből adódó örömnyereség másik két fajtájánál.” Mark Twain amerikai író úgy fogalmazott, hogy nem az öröm, hanem a bánat az igazi mozgatója a humornak.

## Fajtái

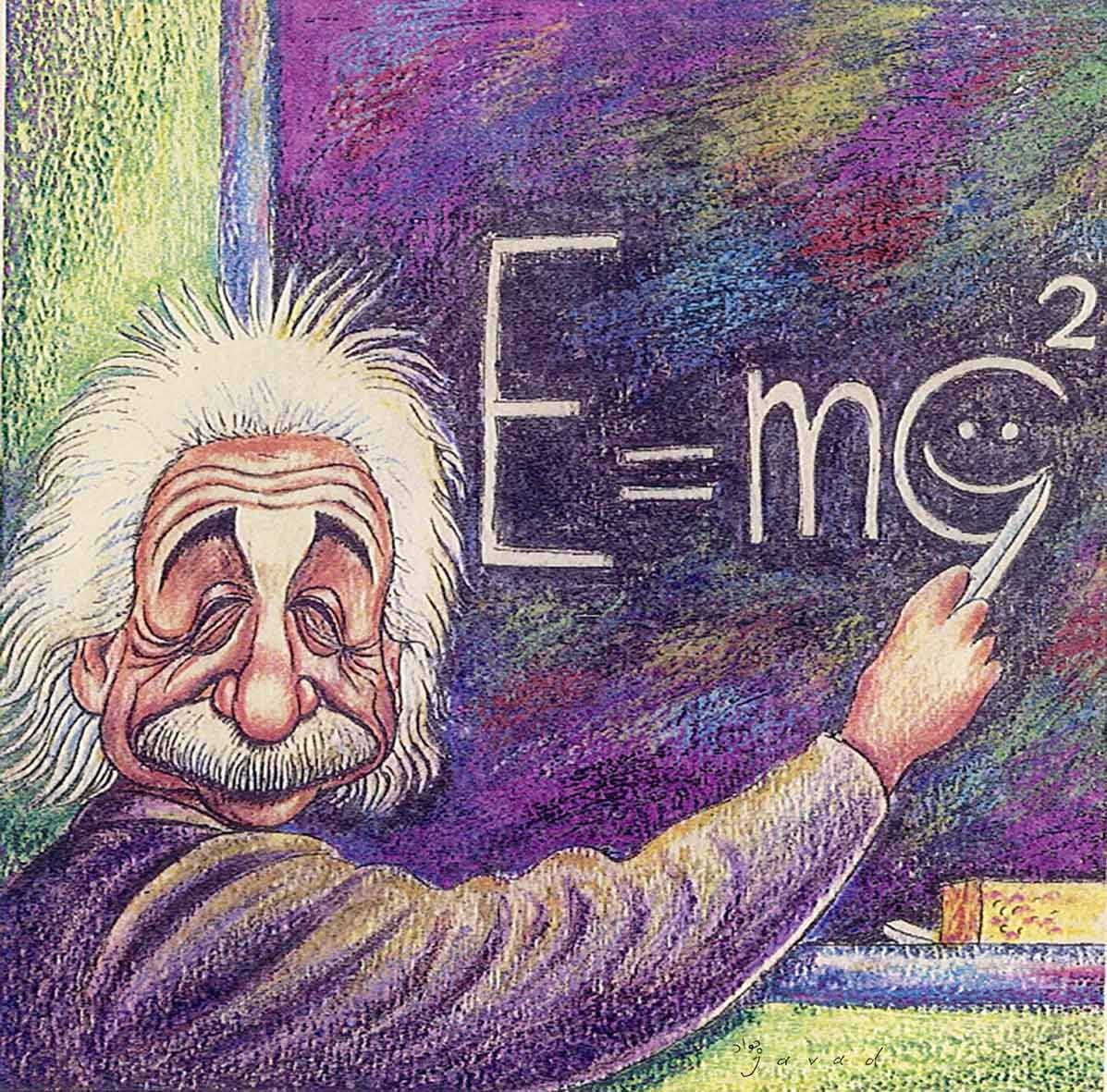
A karikatúra műfaja a rajzművészet és a humor ötvözete

Az intelligencia és a humorérzék között szoros összefüggés feltételezhető. Ma sértésnek számít az, ha valakinek azt mondják, hogy nincs humorérzéke. A komikum forrása sokféle lehet (nyelvi, helyzet- és jellemkomikum). A helyzetkomikum az, amelyben valami vagy valaki nem a saját belső tulajdonságai miatt válik nevetségessé, hanem a külső körülmények alakulása okán, a konkrét humoros helyzete miatt. Például az obligát diákcsíny esetében, amikor a gyanútlan tanár beleül a feneke alá csempészett rajzszögbe. 
Akkor beszélhetünk jellemkomikumról, amikor a komikus helyzet hőse nem a külső körülmények alakulása, hanem saját tulajdonságai miatt válik nevetségessé, a humor az eltúlozva ábrázolt tulajdonságából, hibájából fakad. Néha a két komikumforrás ötvözete is előfordul. Mindkét komikumtípus összefügg a hibával, ami Arisztotelész szerint a komikum legalapvetőbb forrása.
Egy fikció, egy nyelvi játék is humorforrás lehet (pl. Hogy hívják az instant baglyot? Neskuvik.) 
A humor stresszoldó hatás is ismeretes és nagyon hasznos eszköz lehet a stresszforrások kezelésében. Humorforrás lehet a jó vicc is, ami rövid, nevettető, kitalált történet, gyakran párbeszédes alakban.

## Definíciói
A 19. századi A Pallas nagy lexikona szócikkírója, így kísérelte megfogalmazni a humor mibenlétét: 

„A humoros stílus tulajdonképpen olyan, mint a szivárvány, mely minden színben játszik és a napsugár megtörését a felhős levegőben utánozza. A humor a borúra derűt hoz. Majdnem úgy látszik, mintha e németes definíció összhangban volna a régi magyar népi természettel, mely szerint «sírva vigad a magyar». E szerint a magyar nép volna a valódi humoros nép. Mi a humoros stílust, ellentétben a német fölfogással, inkább úgy határoznánk meg, hogy alapja a szeszély, amennyiben ez vidámságból búba és gyászból derültségbe, pajkosságba szokott átcsapni. Tehát a bús, bánatos elemet elismerjük mint a humor szükséges alkotó részét. A bú és bánat azonban inkább alanyi hangulat, a szerzőnek szomorkodása a világ rossz folyása, a sors igazságtalanságai, a társaság rikító ellentmondásai fölött. Egészben véve oly humor, melyben nem a derültség a főelem és mely nem tud megnevettetni, humornak nem nevezhető. Hamarább mondjuk humorosnak még azt is, ami csupán nevettet, minden szomorító mellékíz nélkül. De ez a humoros nevetés nem tévesztendő össze azzal a kárörvendő nevetéssel, melyet a gúny, az élc idéznek elő, sem azzal a röhögéssel, melyet néha a legízetlenebb tréfa, a komikum minden neme kelt. A humor a kedély nevetése, mely míg megpirongat, egyszersmind megbocsát; míg gáncsol: tanít és javít, a fullánkot rögtön kiszedi és a sebekre írt önt. A humor fenséges, jólelkű, melegszívű ócsárlás, oly stílus, mely ellentétekben világítja meg az életet, az embereket, a problémákat.”

## Az irodalomban
- François Rabelais
- Thomas Mann
- Karinthy Frigyes
- Rejtő Jenő

## Az építőművészetben[8]

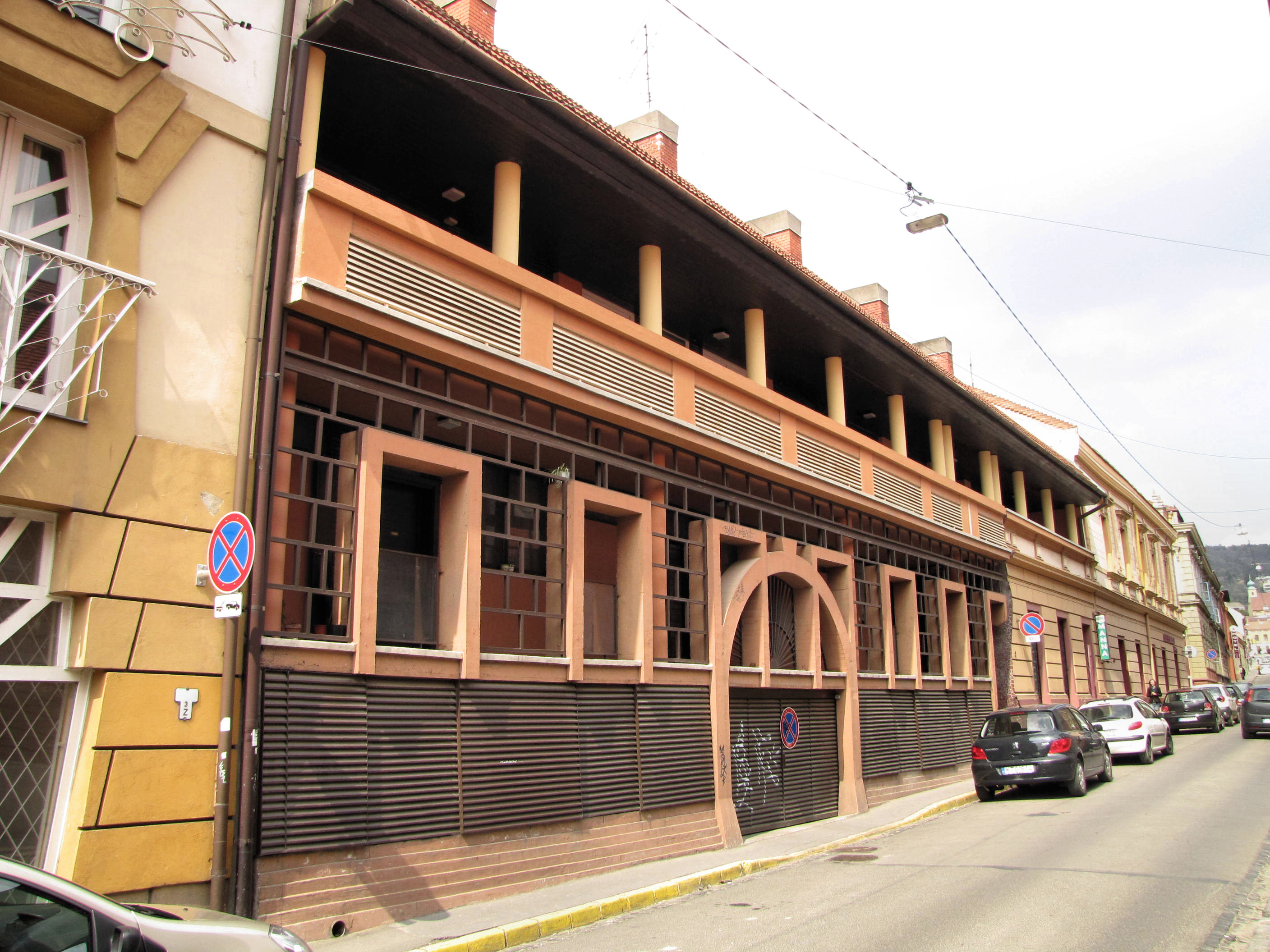
A villámsújtotta ház

Az építőművészetben is van humor (azzal itt nem számolunk, ami az építész szándékától függetlenül nevetséges, kinevetésre méltó).
Az építészetben nem egyszer megjelenik a humor valamely formája: a szatíra, a rejtett, vagy nyílt célzás, a gúny, a tréfa stb.
A párizsi Notre-Dame-székesegyház vízköpői karikatúrák. A Beaubourg egy zseniális építészeti paródia: egy kifordított, kibelezett ház. Dévényi Sándor „villámsújtotta háza” Pécsett egy műszaki rajzra utal. Hundertwasser házai – festmények. A bilbaói Guggenheim Museum a New York-ival viccel, a sydney-i Operaház pedig az óceánnal. Valami morbid humor jelenik meg az északi sarkkörtől 200 kilométerre fekvő Jukkasjärviben minden decemberben jégből és hóból épülő szállodában, ami minden tavasszal egyszerűen elolvad.
A világ legkeskenyebb háza Varsóban van és azt üzeni: oda is építek, ahová nem lehet.
És építettek kacsalábon forgó házat is – olykor viccből, és nem is egyet.